# Loup doré
Espèce
Synonymes
- Canis aureus anthus F. Cuvier, 1820[2]

Répartition géographique
Le Loup doré (Canis anthus ou Canis lupus lupaster), aussi appelé Loup doré africain ou Loup africain, est une espèce de canidés du genre Canis présente en Afrique du Nord et dans la Corne de l'Afrique. Successivement considéré comme une sous-espèce du Chacal doré (Canis aureus), puis du Loup gris (Canis lupus), des études génétiques poussées publiées en 2015 et en 2018 ont finalement démontré qu'il devait être considéré comme une espèce à part entière. Cette espèce descendrait d'un canidé ancestral présentant un profil génétique mélangeant 72 % de Loup gris (Canis lupus) et 28 % de Loup d'Abyssinie (Canis simensis). Sa présence semble aujourd'hui attestée en Afrique du Nord (Maroc, Algérie, Tunisie, Libye, Égypte), dans la bande sahélienne (Mauritanie, Sénégal, Mali, Niger, Tchad, Soudan, Soudan du Sud, Éthiopie), dans la corne de l'Afrique (Somalie, Érythrée, Djibouti), ainsi que dans une partie de l'Afrique de l'Est (Kenya, Tanzanie). Il s'agit d'un canidé adapté aux zones désertiques qui peut être relativement commun dans les plaines et les steppes herbeuses, même celles caractérisées par une absence d'eau. Dans les monts de l'Atlas (Maghreb), le Loup doré africain a été observé à une altitude de 1 800 m.
Le Loup doré est une espèce de méso-carnivore prédateur relativement généraliste, ciblant invertébrés et mammifères jusqu’à la taille d’un faon de gazelle, bien que des proies plus grandes et/ou plus lourdes puissent à priori occasionnellement être capturées (ovins, caprins, petites antilopes, sangliers ou phacochères). D’autres sources de nourritures incluent des charognes, des déchets d’origine anthropique et des fruits. L'espèce est réputée monogame et territoriale. Comme chez de nombreux autres canidés, une fois sevrés, les jeunes de l'année peuvent a priori rester une ou plusieurs saisons dans leur famille d'origine et participer à l'élevage de la portée suivante.
L’espèce a d’abord été classée comme une variante africaine du Chacal doré (Canis anthus). Par la suite, en se basant sur des observations comportementales et morphologiques, certains auteurs ont proposé que plusieurs populations africaines de cette possible sous-espèce soient considérées comme une potentielle sous-espèce cryptique du Loup gris (Canis lupus lupaster). En 2015, une série d’analyses de l’ADN mitochondrial et du génome nucléaire de l’espèce ont démontré qu’il était en fait distinct à la fois du Chacal doré et du Loup gris, bien qu'assez étroitement apparenté au Loup gris (Canis lupus) et au Coyote (Canis latrans),. Néanmoins, la relative proximité génétique et géographique de certaines populations au Proche-Orient permettrait de facto un certain degré d'hybridation naturelle entre cette espèce et son proche parent et voisin le Chacal doré, comme semblent le démontrer de récents tests génétiques effectués sur des chacals en Israël, ainsi qu'une expérience documentée de croisement en captivité réalisée au cours du XIXe siècle. En 2020, l’espèce présente le statut de conservation « Préoccupation mineure » sur la liste rouge de l’IUCN.
Le loup doré semble jouer un rôle prééminent dans certaines cultures africaines traditionnelles. Dans le folklore d’Afrique du Nord, il semble parfois considéré comme un animal "rusé et peu fiable" dont certaines parties du corps peuvent être utilisées pour des pratiques médicinales et/ou rituelles,,. De même, il semble tenu en haute estime au Sénégal dans la culture Sérère, pour être considéré comme la première créature confectionnée par le dieu Roog.

## Description
Le Loup doré africain présente une taille intermédiaire entre les Chacals africains (C. mesomelas et C. adustus) et les plus petites sous-espèces de Loup gris. Les deux sexes pèsent de 20 à 30 kg pour 60 cm de hauteur. On observe toutefois une grande variabilité individuelle, en fonction notamment de la zone géographique d’origine, les individus de l’Ouest et du Nord de l’Afrique étant généralement plus grands que leurs cousins d’Afrique de l’Est. Le museau et les oreilles sont relativement longs, alors que la queue est comparativement courte, mesurant 40 cm de long. La coloration du pelage dépend de la variabilité individuelle, de la saison et de l’aire géographique d’origine, bien que la coloration typique soit plutôt jaunâtre à gris argenté, avec des membres légèrement rougeâtres et des marques noires sur la queue et les épaules. La gorge, l’abdomen et les marques faciales sont généralement blancs ; les yeux sont de coloration ambrée. Les femelles présentent deux à quatre paires de tétines.
Bien que superficiellement similaire au Chacal doré (particulièrement en Afrique de l’Est), le Loup doré africain présente un museau plus pointu et plus fin, ainsi que des dents plus robustes. Les oreilles sont plus longues chez le Loup doré africain et le crâne présente un front plus élevé.

## Taxonomie

### Découvertes duXXIesiècle
Les premiers doutes concernant l’appartenance de cet animal au Chacal doré (Canis aureus) surviennent en décembre 2002, avec l’observation en Érythrée, dans le désert du Danakil, d’un canidé ne semblant pas correspondre au Chacal doré, ni aux six autres espèces connues dans la zone. Le ou les individu-s observé-s ressemblaient en revanche fortement à un Loup gris (Canis lupus). La région avait jusqu’alors été largement inexplorée à cause de son climat aride très hostile, mais aussi du fait des conséquences de la guerre d’indépendance d’Érythrée et la guerre Érythrée-Éthiopie qui a suivi. Cependant, les tribus Afars locales semblaient déjà connaître l’animal, localement nommé wucharia (loup),.
Les caractéristiques « lupines » de l’animal furent confirmées en 2011, quand plusieurs populations de présumés « Chacals dorés » issues d’Égypte et de la corne de l’Afrique, précédemment classées comme la sous-espèce africaine Canis aureus lupaster, se sont avérées présenter des séquences d’ADN mitochondrial plus proches de celles trouvées chez le Loup gris que chez le Chacal doré. Ces séquences d’ADN mitochondrial rappelant celles des loups furent retrouvées tout au long d’une aire de 6 000 km de long, incluant l’Algérie, le Mali et le Sénégal. Néanmoins, les échantillons génétiques des spécimens africains présentaient bien plus de nucléotides et de diversité haplotypique que ceux présents chez les Loups indiens et de l’Himalaya, ce qui laissait supposer à la fois une plus large population ancestrale, ainsi qu’une population actuelle existante d’environ 80 000 femelles. Ces deux études proposèrent donc de re-classifier Canis aureus lupaster comme une nouvelle sous-espèce du Loup gris : Canis lupus lupaster
En 2015, une étude comparative plus poussée des génomes mitochondriaux et nucléaires sur un échantillon plus large de canidés africains de type « loup », issus du Nord, de l’Est et de l’Ouest de l’Afrique, a montré qu’ils étaient en fait tous distincts du Chacal doré, avec une divergence génétique d’environ 6,7 %,,. Pour se faire une idée, cette divergence est plus importante que celles intervenant entre les Loups gris et les Coyotes (4 %) ou que celles entre les Loups gris et les chiens domestiques (0,2 %). L'étude a en outre montré que ces canidés africains de type « loup » (renommés depuis Canis anthus, ou Loups dorés africains) étaient davantage apparentés au Loups gris et aux Coyotes (Canis latrans) qu’aux Chacals dorés, et que la sous-espèce C. l. lupaster représentait donc davantage un phénotype particulier du Loup doré africain que d’un Loup gris actuel. On estime que le Loup doré africain aurait divergé du clade Loup-Coyote il y a 1.0-1.7 million d’années, durant le Pléistocène. Aussi, sa similitude superficielle avec le Chacal doré (particulièrement en Afrique de l’Est, où les Loups dorés africains sont similaires en taille au Chacal doré) semble être un cas de convergence évolutive. En considérant la position phylogénétique de l’espèce, ainsi que l’étude du registre disponible de canidés fossiles, il semblerait que le Loup doré africain ait évolué depuis des ancêtres plus grands en taille, dont les descendants, en peuplant l’Afrique, auraient donné des formes plus proches en apparence des Chacals dorés, probablement en raison d’une compétition inter-spécifique avec à la fois des carnivores indigènes plus grands et d’autres plus petits. En outre, des traces d’ADN du Loup doré africain ont été identifiées sur des Chacals dorés en Israël (soit une région frontalière de l’Égypte), ce qui laisse imaginer la présence d’une zone d’hybridation naturelle probable entre les deux espèces.
Les conclusions de cette étude ont été corroborées la même année par des scientifiques espagnols, mexicains et marocains analysant l’ADN mitochondrial de loups issus du Maroc. Ces chercheurs ont montré que les spécimens étudiés étaient à la fois distincts du Chacal doré et du Loup gris, tout en présentant une étroite relation de parenté génétique avec le second.
Des études sur des séquences RAD ont de plus mis en évidence des traces d’hybridation du Loup doré africain avec à la fois des chiens domestiques féraux et des Loups d’Abyssinie (Canis simensis).
En 2017, des scientifiques des universités d’Oslo et d’Helsinki ont proposé que le nom binomial C. anthus était un nomen dubium, en se basant sur le fait que la description en 1820 par Cuvier de l’holotype de l’espèce, une femelle collectée au Sénégal, semblait en fait davantage décrire le Chacal à flanc rayé (Canis adustus) que l’actuel Loup doré africain, et ne collait en outre pas avec l’apparence du spécimen mâle décrit ensuite plus tard par Cuvier. Cette ambiguïté, couplée avec les dissemblances entre les restes de l’holotype avec d’autres spécimens observés, ont poussé les scientifiques à donner la priorité au nom de Hemprich et Ehrenberg Canis lupaster, en se basant cette fois sur la description plus détaillée et plus solide d’un autre spécimen, dont les restes étaient encore visibles au Museum für Naturkunde, à Berlin (Allemagne). L’année suivante, une étude génétique majeure sur les espèces de canidés s’est également référée au Loup doré africain comme Canis lupaster.
En 2019, un colloque réuni par le Groupe des spécialistes des canidés de l'IUCN a recommandé que l'espèce soit nommée C. lupaster Hemprich et Erhenberg, 1832, puisque C. anthus se référait alors encore au canidé incertain décrit par Cuvier en 1820. Et ce, jusqu'à ce que Canis anthus soit validé.

### Classement parmi les autres espèces du genreCanis
En 2018, le séquençage de l’ensemble du génome du Loup doré africain a permis de le comparer aux autres membres du genre Canis. L’étude confirme une nouvelle fois que le Loup doré africain est distinct du Chacal doré, et révèle en outre que le Loup d’Abyssinie est basal aux deux espèces. De plus, elle démontre qu’il existe actuellement deux populations de Loup doré africain distinctes génétiquement, l’une au Nord-Ouest de l’Afrique et l’autre à l’Est. Cela suggérerait que le Loup d’Abyssinie - ou un proche parent aujourd’hui éteint - a eu par le passé une plus grande aire de répartition à travers l’Afrique, ce qui lui aurait notamment permis de se mélanger avec d’autres canidés. Il y a de plus des évidences de transferts de gènes entre la population de Loup doré africain de l’Est de l’Afrique et le Loup d’Abyssinie, ce qui aurait conduit cette population orientale à se distinguer génétiquement de la population du Nord-Ouest. L’ancêtre commun des deux populations de Loup doré africain était à priori un canidé génétiquement mélangé présentant un taux de 72 % de Loup gris et 28 % d’un ancêtre du Loup d’Abyssinie. On a également retrouvé des évidences de transferts de gènes entre le Loup doré africain, le Chacal doré et le Loup gris. D’ailleurs, un Loup doré africain issu de la péninsule du Sinaï en Égypte a montré un fort taux de métissage génétique avec le Loup gris (population du Moyen-Orient) et avec le chien domestique, soulignant le rôle de ce pont terrestre naturel entre l’Afrique et le continent eurasiatique dans l’histoire évolutive des canidés. En se basant sur l’ADN mitochondrial, on peut donc dire que le Loup doré africain forme un clade très proche du Loup gris actuellement présent au Moyen-Orient. En revanche, en se basant cette fois sur l’ADN nucléaire, il représente un clade à la fois très proche du Coyote et du Loup gris en général.

### Parenté avec le Loup de l’Himalaya
Entre 2011 et 2015, deux études de l’ADN mitochondrial ont montré que le Loup de l’Himalaya (Canis himalayensis) et le Loup indien (Canis indica) étaient plus proches du Loup doré africain qu’ils n’étaient du Loup gris holarctique,.
En 2017, une étude de l’ADN mitochondrial, des marqueurs du chromosome X (lignage maternel) et du chromosome Y (lignage paternel) ont montré que le Loup de l’Himalaya est génétiquement basal du Loup gris holarctique. Le Loup de l’Himalaya présente en outre un lignage maternel avec le Loup doré africain et possède un lignage paternel unique qui le situe entre le Loup gris et le Loup doré africain.

### Sous-espèces
Bien que par le passé de nombreuses tentatives aient été émises afin de rendre synonyme plusieurs des noms de sous-espèces de Loup doré africain jusqu’alors proposés, la position taxonomique du Loup doré africain est encore trop confuse pour établir la moindre conclusion précise, notamment du fait que les études sur les matériels collectés sont peu nombreuses. De plus, il faut par exemple noter qu’avant 1840, six des dix sous-espèces supposées d’Afrique de l’Ouest furent nommées ou classées presque entièrement en se basant sur la couleur de leur pelage.
Or, la très grande variabilité individuelle de l’espèce, couplée à l’extrême rareté des échantillons et le manque de barrières physiques sur le continent africain pouvant empêcher le transfert naturel de gènes entre les différentes populations amène à se poser la question de la validité en tant que sous-espèces de certaines des formes identifiées, notamment en Afrique de l’Ouest.

## Écologie

### Distribution et habitat
Des fossiles datant du Pléistocène indiquent que l’aire de présence de l’espèce n’a pas toujours été restreinte au continent africain, avec notamment des restes retrouvés au Levant et en Arabie Saoudite.
En Tanzanie, le Loup doré africain est limité à une petite zone au Nord entre les pentes Ouest du mont Kilimandjaro et le centre du Serengeti. Dans cette dernière région, on le retrouve surtout dans les plaines herbeuses, dans le fond du cratère du Ngorongoro et dans les plaines entre les cratères d’Olmoti et d’Empakai. Il est devenu relativement rare dans le parc National du Serengeti, à Loliondo et dans la réserve de chasse de Maswa. L’espèce habite également la région du lac Natron et l’Ouest du Kilimandjaro. On le retrouve parfois dans la partie Nord du parc national Arusha et au Sud jusqu’à Manyara. Dans les zones où il est encore commun, comme les plaines herbeuses du parc national du Serengeti et le cratère du Ngorongoro, les densités de population peuvent être entre 0.5-1.5 individu par km2. Un déclin de 60 % a été enregistré dans les plaines Sud du parc national du Serengeti depuis le début des années 1970, bien que les raisons soient à ce jour inconnues.
Le Loup doré africain fréquente de nombreux types d’habitats. En Algérie, on le retrouve dans les zones méditerranéenne, côtières et collinéennes (incluant milieux agricoles bocagers, maquis, pinèdes et chênaies), alors que les populations du Sénégal habitent quant à elles des zones tropicales semi-arides, incluant les savanes sahéliennes, les îles sèches au milieu des mangroves et certaines campagnes cultivées, voire les abords de grands centres urbains. Des populations ont également été documentées au Mali, dans des massifs montagneux arides. En Égypte, le Loup doré africain fréquente des zones agricoles, des décharges, les marges de déserts, des zones rocheuses et des zones de falaises. Au lac Nasser, on le retrouve proche des rives. En 2012, des Loups dorés africains ont été photographiés au Maroc dans la province d’Azilal, à 1 800 m d’altitude. En 2025, il est aperçu dans le Rif marocain, dans le parc national d'Al Hoceïma. L’espèce semble apparemment à l’aise dans des zones à fortes densités humaines et basses densités de proies naturelles, comme c’est le cas dans le district d’Enderta, dans le Nord de l’Éthiopie. L’espèce a également été observée dans la très aride dépression du désert du Danakil, sur la côte de l’Érythrée, en Afrique de l’Est.

### Régime alimentaire
Une étude menée en 2017 sur la composition du régime alimentaire de Canis anthus dans la réserve de chasse de Tlemcen au nord de l'Algérie a identifié 34 types d'aliments consommés par ce dernier, incluant animaux sauvages et domestiques, fruits, feuilles, de la terre et des déchets organiques. Les restes animaux représentaient 84,8% de la biomasse consommée par le loup doré africain, tandis que les restes végétaux en constituaient 15,2%. La richesse en espèces de proies était la plus élevée en été avec 23 différents types d'aliments et la plus faible en automne avec 17 produits. Le sanglier était la proie la plus importante dans le spectre alimentaire de l'espèce dans la réserve. Les résultats montrent l'utilisation opportuniste des ressources par le loup doré, avec des variations saisonnières et une propension pour les proies de grande taille, incluant des quantités considérables de carcasses de bétail (24% de la biomasse totale).
En Afrique de l’Ouest, le Loup doré africain semble surtout se borner à la consommation de petites proies comme les lièvres, les petits rongeurs ou les écureuils terrestres. D’autres proies incluent des lézards, des serpents et des oiseaux nichant à terre, comme les francolins et les outardes. Il consomme également un large panel d’insectes, incluant scarabées, larves, termites et criquets. Il peut aussi capturer de jeunes gazelles, de petites antilopes (céphalophes) et des Phacochères (Phacochoerus africanus). Au Sénégal, où selon certains auteurs les deux sous-espèces C. a. anthus et C. a. lupaster pourraient cohabiter, une certaine ségrégation semblent rapportée dans la prédation du bétail, bien que difficilement vérifiable ; la première est réputée se nourrir surtout d’agneaux, alors que la seconde pourrait attaquer de plus grandes proies, comme des moutons, des chèvres et d’autres animaux d’élevage.
En Afrique de l’Est, il consomme des invertébrés et des fruits, bien que 60 % de son régime alimentaire consiste en rongeurs, lézards, serpents, oiseaux, lièvres et Gazelles de Thomson (Eudorcas thomsonii). Pendant la période de vêlage des Gnous bleus (Connochaetes taurinus), les Loups dorés africains de cette région peuvent se nourrir presque exclusivement des délivrances disponibles après les naissances [réf]. Dans le Serengeti et le cratère du Ngorongoro, moins de 20 % de son alimentation provient du charognage.

## Liste des sous-espèces
Selon BioLib (24 décembre 2017) :
- sous-espèce Canis anthus algirensis Wagner, 1841
- sous-espèce Canis anthus anthus F. Cuvier, 1820
- sous-espèce Canis anthus bea Heller, 1914
- sous-espèce Canis anthus lupaster Hemprich & Ehrenberg, 1833
- sous-espèce Canis anthus riparius Hemprich & Ehrenberg, 1832
- sous-espèce Canis anthus soudanicus Thomas, 1903